# Bookman Old Style
Bookman, o Bookman Old Style, és una tipografia serif. Bookman, un disseny ampli i llegible que és una mica més atrevit que la majoria de cares de text corporal, s'ha utilitzat tant per a la tipografia de visualització, com per a la impressió comercial, com ara la publicitat, i amb menys freqüència per al text corporal. En l'ús publicitari s'associa especialment amb el disseny gràfic dels anys 60 i 70, quan els revivals d'aquest eren molt populars. També s'utilitza com a font oficial de les lleis a Indonèsia des del 2011.
Cap al 1858, Alexander C. Phemister, tipògraf, va dissenyar la Old Style Antique per a la foneria tipogràfica Miller & Richard d'Escòcia. Més tard aquesta va evolucionar i es va anomenar Bookman Old Style, també coneguda actualment com a Bookman.

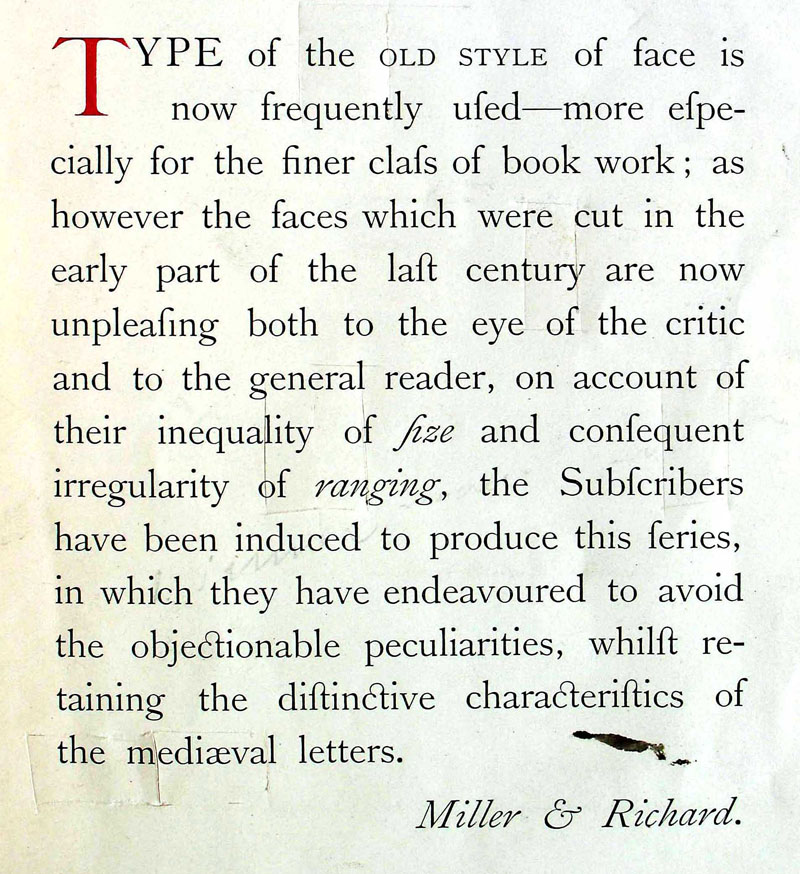
Mostra de la Old Style.

## Història
La Bookman va ser dissenyada com a alternativa a la famosa Caslon, de William Caslon, també de la categoria de les tipografies de pal sec, sent molt útil per als titulars i la publicitat gràcies a la seva bona llegibilitat en petites mides. Tenia els serifs menys marcats, els ascendents i descendents més curts i una major tensió vertical.
Es va fer molt popular i diverses fundicions americanes es van inspirar en el seu disseny per a crear noves tipografies i donar-les a conèixer amb diferents noms. Una d'aquestes fundicions més destacades va ser la Bruce Type Foundry, fundada el 1813 a Nova York. A més de la Bruce Type Foundry, durant els anys la Bookman va ser una tipografia molt redissenyada per altres tipògrafs, tenint així diversos ressorgiments.
Un altre dels exemples del seu ressorgiment va ser el 1936, per Chauncey H. Griffith, de la foneria americana Linotype.
La ITC Bookman és un renaixement dissenyat per Ed Benguiat el 1975, per a la International Typeface Corporation. Benguiat va desenvolupar una família amb nous pesos, dissenys complementaris de les cursives, una ampliació de l'alçada de la "x" i va regular el contrast entre pals per aconseguir una millora en la seva llegibilitat.

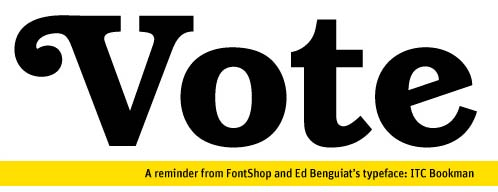
Mostra de la ITC Bookman

La Jukebox Bookman és un revival dissenyada per a Jason Walcott i publicada per Veer.

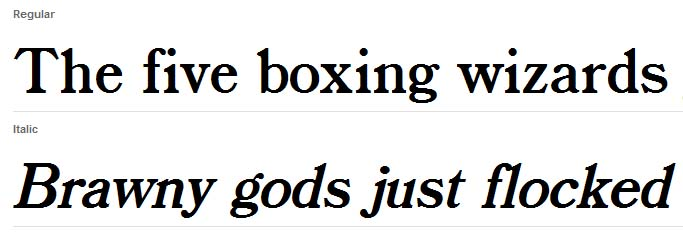
Mostra de la Jukebox Bookman. © Copyright 2010 Small Batch, Inc.

De les més recents podem trobar la dissenyada per Ong Chong Wah, la Monotype Bookman Old Style, el 2005, que es va donar a conèixer per Linotype. Basada en els últims redissenys. Aquesta versió inclou els caràcters ciríl·lics, grecs i llatins.
La Bookman Old Style és un tipus de lletra que la podem trobar per exemple a totes les versions dels programes de Microsoft Office.

## Característiques
És una font serif, la seva característica principal és que els seus caràcters tenen traços terminals, també anomenats gràcia o serif. Això ens facilita la lectura, ja que ens ajuda a reconèixer els caràcters, sobretot en material imprès com els llibres. L'origen de les fonts amb serif és més antic que les sense gràcia, es remunten a la recuperació de les formes romanes en el Renaixement. En l'actualitat encara es continua creant tipografies amb gràcia.

Característiques principals

Exemple de la Bookman Old Style

La seva família està formada per lletres de caixa alta i de caixa baixa, conegudes popularment com a majúscules i minúscules.
Les seves astes, el traç principal de les lletres que defineix la seva forma essencial, són d'un gruix uniforme a tots els caràcters.
Les seves ascendents, l'asta de la lletra de caixa baixa que sobresurt per sobre de l'alçària de l'x, són horitzontals.
Segons la seva estructura geomètrica és una tipografia amb tipus de línies rectes fragmentades, que significa que combina verticals i horitzontals amb obliqües.
Hi ha diverses classificacions en el món tipogràfic, però podem considerar que la Bookman Old Style estaria dintre de les Romanes Antigues.

## Sobre el tipògraf
Alexander C. Phemister va ser un tipògraf escocès nascut el 1829 a Edimburg. Va treballar a la foneria Miller & Richard durant la dècada del 1850. Destacat per ser el creador del disseny de la tipografia de la qual es parla en aquest article, la Bookman Old Style.
Cap al 1861 va anar a Amèrica a treballar a la Foneria Bruce durant uns anys. Posteriorment es va canviar a la Fundició Dickinson, en la que Samuel Nelson Dickinson era el propietari i fundidor. Va ser devastada pel foc i a partir d'aquest moment, Phemister es va emparellar laboralment amb Dickinson i van estar treballant fins al 1891, any de la seva retirada.
Va morir el 1894, a l'edat de 65 anys.

## Sobre la foneria
Història de la foneria segons la pàgina web de l'Edinburgh City of Print. Originàriament, la foneria va ser creada per William Miller, fundidor format a la foneria d’Alexander Wilson a Glasgow. Va començar fent el seu treball a un edifici del carrer Nicolson i es va anar ampliant fins a formar una important fusteria.

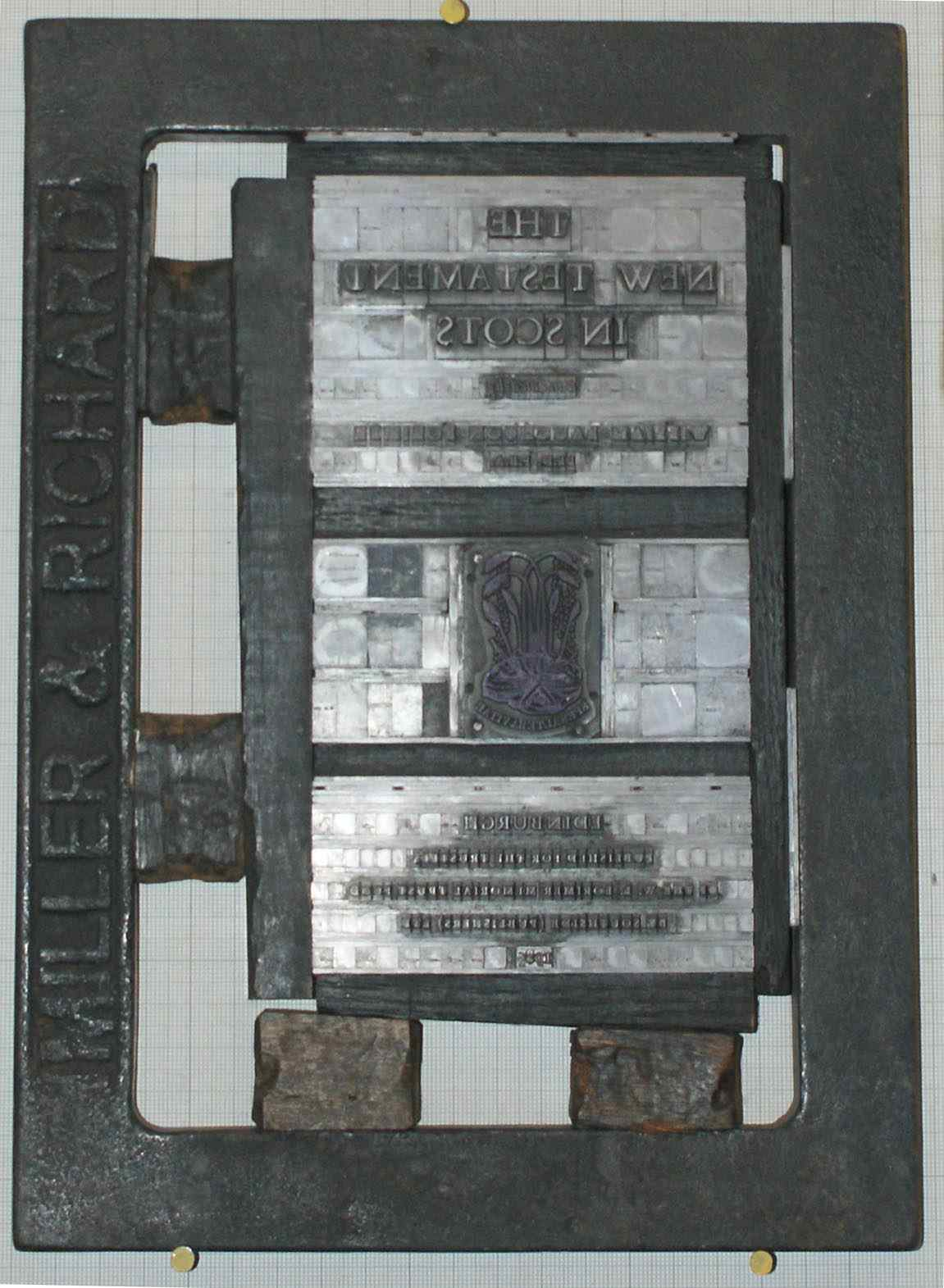
El Nou Testament per Miller & Richard

Cap al 1825 l'empresa ja era molt important, com a destacat, dir que era fundidora de tipus per a la Seva Majestat d'Escòcia i va ser el 1838 quan es va unir el seu gendre, Walter Richard i es va passar a anomenar Miller & Richard.
Va agafar una gran reputació com a empresa innovadora i creadora de tipografies importants, com la Old Style o Century Oldstyle, l'Antique Old Style o Bookman, que és la que ens ocupa en aquest article.
Finalment, el 1952, la foneria va tancar quan els seus dissenys van passar a la companyia anglesa Stephenson Blake.

## Context històric
Durant els anys en els quals se situa la creació de la Bookman Old Style van succeir diversos esdeveniments que van afavorir la indústria tipogràfica escocesa.
Durant i després del període de l'època de la Il·lustració i la Revolució industrial, Escòcia es va transformar en un dels centres comercials, intel·lectuals i culturals d'Europa. Edimburg i Glasgow es van desenvolupar molt ràpidament. El ressorgiment de la indústria pesant, la que utilitza com a matèries primeres grans quantitats de productes bruts per a transformar-los en productes semielaborats, a les riberes del riu Clyde, va transformar Glasgow en la segona ciutat de l'Imperi Britànic després de Londres.
En molts camps, els inventors i científics escocesos, tan local com internacionalment, van aconseguir una gran fama. L'anestèsia va ser desenvolupada per James Young Simpson, Sir Alexander Fleming va descobrir la penicil·lina, Lord Kelvin va ser el pare de la física del segle xx, Thomas Telford va construir 1.480 kilòmetres de carreteres i 1.017 ponts només a Escòcia, Alexander Graham Bell va inventar el telèfon, James Watt la màquina de vapor, entre altres personatges destacats.
La situació va empitjorar després de la Primera Guerra Mundial, en la que van morir un gran nombre d'escocesos i la desaparició d'un gran nombre d'indústries que ja no eren competitives al mercat internacional.
Posteriorment, a les últimes dècades del segle XX el país va poder començar una recuperació econòmica i cultural.